# 밸런스 보드
밸런스 보드(balance board)는 레크리에이션, 균형 훈련, 운동 훈련, 두뇌 발달, 치료, 음악 훈련 및 기타 개인 개발을 위해 서커스 기술로 사용되는 장치이다.
사용자가 일반적으로 서 있는 시소와 유사한 지레로, 일반적으로 왼발과 오른발이 보드의 반대쪽 끝에 위치한다. 사용자의 신체는 보드의 가장자리가 땅에 닿지 않고 보드에서 떨어지지 않도록 충분히 균형을 유지해야 한다.
5가지 기본 유형의 밸런스 보드와 해당 하위 유형에 따라 서로 다른 과제가 제시된다. 그 중 일부는 3세 어린이와 노년층도 성공적으로 시도할 수 있지만 일부는 가파르고 속도 때문에 프로 운동선수에게 어렵고 위험하다.
디자인에서 다섯 가지 유형(및 해당 하위 유형)을 구별하는 것은 각 보드가 얼마나 불안정한가, 즉 각 보드가 3차원 공간 중 얼마나 많이 그리고 어느 공간에서 회전하거나 흔들리는지, 그리고 보드의 지지대가 보드와 얼마나 자유롭게 보드와 땅과 접촉하는지이다.